# Aide-mémoire
Aide-mémoire (franska: minneshjälp), även promemoria eller memorandum, är en typ av diplomatiskt meddelande som syftar till att dokumentera eller förstärka vad som muntligen framförts vid ett möte.
En aide-mémoire författas i en opersonlig ton, och sammanfattar den avsändande statens förhållningssätt i ett visst ärende. Den används framför allt för ärenden av grundläggande politisk betydelse, och innehåller inte frågor eller begäran om åtgärder. Meddelandet utväxlas personligen i samband med att mötet avslutas, vanligen mellan en diplomat och en tjänsteman i värdlandets utrikesministerium. Undantagsvis kan en aide-mémoire även sändas efter mötets slut, och då med en note som följebrev.
Då meddelandet utväxlas i en kontext av ett möte finns inget behov för brevhuvud, avsändare eller artighetsfraser. I stället är det brukligt att endast använda rubriken Aide-mémoire, samt att ange datum för när samtalet ägt rum.
En aide-mémoire har en mindre högtidlig prägel än en note.